# Formel 1-VM 2013

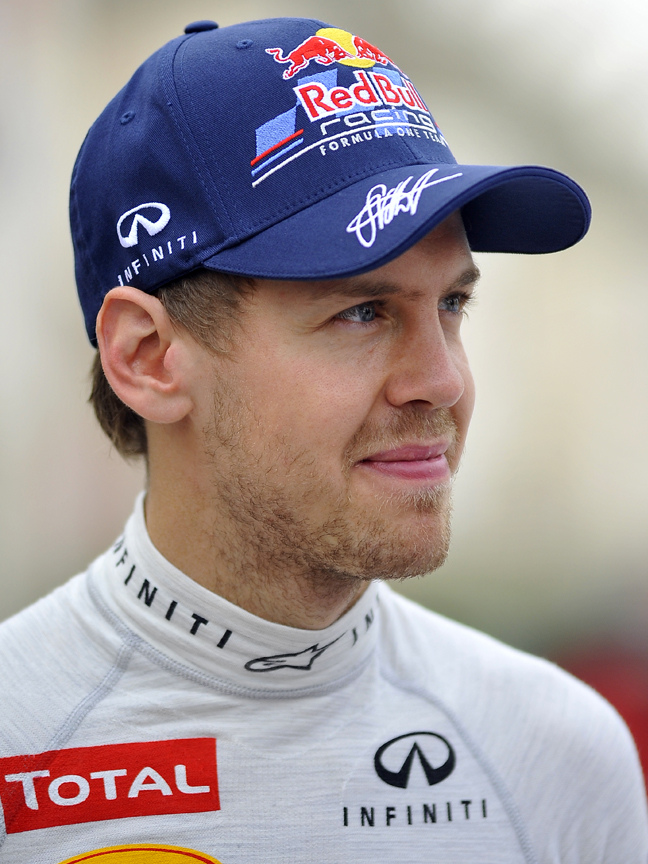
Sebastian Vettel blev världsmästare.

Formel 1-VM 2013 var den 64:e säsongen av Fédération Internationale de l'Automobile:s världsmästerskap för formelbilar, Formel 1. Till säsongen har en hel del ändringar är gjorts på bilarna.

## Nyheter

### Banor
Säsongen 2013 innefattar inga nya banor. Det var tänkt att Amerikas Grand Prix skulle ha körts på en stadsbana i New Jersey, men detta lopp har skjutits upp, och är planerat att köras from säsongen 2015.

### Förändringar på bilar
- Växellådorna kommer att begränsas i utväxling och i antal växlar, för att dra ned på kostnaderna.[2]
- Minimumvikten på bilarna har öktas till 642 kilogram från 640 kilogram då däcken som används 2013 är tyngre än de som används 2012.[3]

#### Planerade förändringar på bilar
- Man kommer att köra med fyrcylindriga 1,6-liters turboladdade motorer, som kommer att begränsas till 12 000 varv per minut.[2] Detta kan dock komma att ändras, om för många team överklagar beslutet.[4]
- Mindre fram- och bakvingar.[1]
- Mycket större del av bilens totala downforce kommer att skapas av golvet, istället för vingarna.[1]
- Golvet kommer att formas för att generera downforce. De tidigare bilarna hade platt golv. En stor minskning av bilens totala downforce sker därför.[1]
- Under 2010 kunde förarna hålla i genomsnitt cirka 70 procent per varv i fullgas. Till 2013 kommer man att minska detta till cirka 50 procent.[1]
- De nya aerodynamiska ändringarna kommer att leda till 35 procent mindre bränsleförbrukning.[2]
- Höjden på noskonen kommer att begränsas, för att bättre tåla T-bonekrascher.[2]

### Däckleverantör
- Pirelli[5]

### Regeländringar
- DRS-användningen kommer att begränsas under träning och kval till att enbart få användas på samma ställen som i racet.[6]

## Grand Prix-kalender
Den 28 september 2012 släppte FIA, efter ett möte i Paris i Frankrike på samma dag, kalendern för säsongen 2013 i Formel 1. Ett nytt race, Amerikas Grand Prix, kommer att köras, och Koreas Grand Prix körs innan Japans Grand Prix. Den 5 december släpptes en ny kalender där Tysklands Grand Prix flyttats fram en vecka till den 7 juli och ett nytt race i Europa är planerat till den 21 juli. Den 8 mars beslutade FIA efter ett möte med Bernie Ecclestone att loppet den 21 juli stryks från kalendern, vilket gör att årets säsong har 19 lopp.
| Datum        | Grand Prix                 | Bana                                 | Pole Position    | Snabbaste varv    | Segrare - förare | Segrare - konstruktör | Rapport |
| ------------ | -------------------------- | ------------------------------------ | ---------------- | ----------------- | ---------------- | --------------------- | ------- |
| 17 mars      | Australiens Grand Prix     | Albert Park Circuit                  | Sebastian Vettel | Kimi Räikkönen    | Kimi Räikkönen   | Lotus-Renault         | ■       |
| 24 mars      | Malaysias Grand Prix       | Sepang International Circuit         | Sebastian Vettel | Sergio Pérez      | Sebastian Vettel | Red Bull-Renault      | ■       |
| 14 april     | Kinas Grand Prix           | Shanghai International Circuit       | Lewis Hamilton   | Sebastian Vettel  | Fernando Alonso  | Scuderia Ferrari      | ■       |
| 21 april     | Bahrains Grand Prix        | Bahrain International Circuit        | Nico Rosberg     | Sebastian Vettel  | Sebastian Vettel | Red Bull-Renault      | ■       |
| 12 maj       | Spaniens Grand Prix        | Circuit de Catalunya                 | Nico Rosberg     | Esteban Gutiérrez | Fernando Alonso  | Scuderia Ferrari      | ■       |
| 26 maj       | Monacos Grand Prix         | Circuit de Monaco                    | Nico Rosberg     | Sebastian Vettel  | Nico Rosberg     | Mercedes              | ■       |
| 9 juni       | Kanadas Grand Prix         | Circuit Gilles Villeneuve            | Sebastian Vettel | Mark Webber       | Sebastian Vettel | Red Bull-Renault      | ■       |
| 30 juni      | Storbritanniens Grand Prix | Silverstone Circuit                  | Lewis Hamilton   | Mark Webber       | Nico Rosberg     | Mercedes              | ■       |
| 7 juli       | Tysklands Grand Prix       | Nürburgring                          | Lewis Hamilton   | Fernando Alonso   | Sebastian Vettel | Red Bull-Renault      | ■       |
| 28 juli      | Ungerns Grand Prix         | Hungaroring                          | Lewis Hamilton   | Mark Webber       | Lewis Hamilton   | Mercedes              | ■       |
| 25 augusti   | Belgiens Grand Prix        | Circuit de Spa-Francorchamps         | Lewis Hamilton   | Sebastian Vettel  | Sebastian Vettel | Red Bull-Renault      | ■       |
| 8 september  | Italiens Grand Prix        | Autodromo Nazionale Monza            | Sebastian Vettel | Lewis Hamilton    | Sebastian Vettel | Red Bull-Renault      | ■       |
| 22 september | Singapores Grand Prix      | Marina Bay Street Circuit (Nattlopp) | Sebastian Vettel | Sebastian Vettel  | Sebastian Vettel | Red Bull-Renault      | ■       |
| 6 oktober    | Koreas Grand Prix          | Korean International Circuit         | Sebastian Vettel | Sebastian Vettel  | Sebastian Vettel | Red Bull-Renault      | ■       |
| 13 oktober   | Japans Grand Prix          | Suzuka Circuit                       | Mark Webber      | Mark Webber       | Sebastian Vettel | Red Bull-Renault      | ■       |
| 27 oktober   | Indiens Grand Prix         | Buddh International Circuit          | Sebastian Vettel | Kimi Räikkönen    | Sebastian Vettel | Red Bull-Renault      | ■       |
| 3 november   | Abu Dhabis Grand Prix      | Yas Marina Circuit                   | Mark Webber      | Fernando Alonso   | Sebastian Vettel | Red Bull-Renault      | ■       |
| 17 november  | USA:s Grand Prix           | Circuit of the Americas              | Sebastian Vettel | Sebastian Vettel  | Sebastian Vettel | Red Bull-Renault      | ■       |
| 24 november  | Brasiliens Grand Prix      | Autodromo José Carlos Pace           | Sebastian Vettel | Mark Webber       | Sebastian Vettel | Red Bull-Renault      | ■       |

## Stall och förare
| Stall                         | Konstruktör          | Chassi | Motor             | Däck | #  | Förare              | Race   | Test/Reservförare                                      |
| ----------------------------- | -------------------- | ------ | ----------------- | ---- | -- | ------------------- | ------ | ------------------------------------------------------ |
| Infiniti Red Bull Racing      | Red Bull-Renault     | RB9    | Renault RS27-2013 | P    | 1  | Sebastian Vettel    | 1 →    | Sébastien Buemi David Coulthard Neel Jani              |
| Infiniti Red Bull Racing      | Red Bull-Renault     | RB9    | Renault RS27-2013 | P    | 2  | Mark Webber         | 1 →    | Sébastien Buemi David Coulthard Neel Jani              |
| Scuderia Ferrari              | Ferrari              | F138   | Ferrari Type 056  | P    | 3  | Fernando Alonso     | 1 →    | Pedro de la Rosa Marc Gené Davide Rigon                |
| Scuderia Ferrari              | Ferrari              | F138   | Ferrari Type 056  | P    | 4  | Felipe Massa        | 1 →    | Pedro de la Rosa Marc Gené Davide Rigon                |
| Vodafone McLaren Mercedes     | McLaren-Mercedes     | MP4-28 | Mercedes FO 108F  | P    | 5  | Jenson Button       | 1 →    | Gary Paffett Oliver Turvey Kevin Magnussen             |
| Vodafone McLaren Mercedes     | McLaren-Mercedes     | MP4-28 | Mercedes FO 108F  | P    | 6  | Sergio Pérez        | 1 →    | Gary Paffett Oliver Turvey Kevin Magnussen             |
| Lotus F1 Team                 | Lotus-Renault        | E21    | Renault RS27-2013 | P    | 7  | Kimi Räikkönen      | 1 → 17 | Davide Valsecchi Nicolas Prost Jérôme d'Ambrosio       |
| Lotus F1 Team                 | Lotus-Renault        | E21    | Renault RS27-2013 | P    | 7  | Heikki Kovalainen   | 18 →   | Davide Valsecchi Nicolas Prost Jérôme d'Ambrosio       |
| Lotus F1 Team                 | Lotus-Renault        | E21    | Renault RS27-2013 | P    | 8  | Romain Grosjean     | 1 →    | Davide Valsecchi Nicolas Prost Jérôme d'Ambrosio       |
| Mercedes AMG Petronas F1 Team | McLaren-Mercedes     | F1 W04 | Mercedes FO 108F  | P    | 9  | Nico Rosberg        | 1 →    | Anthony Davidson Brandon Hartley Sam Bird              |
| Mercedes AMG Petronas F1 Team | McLaren-Mercedes     | F1 W04 | Mercedes FO 108F  | P    | 10 | Lewis Hamilton      | 1 →    | Anthony Davidson Brandon Hartley Sam Bird              |
| Sauber F1 Team                | Sauber-Ferrari       | C32    | Ferrari Type 056  | P    | 11 | Nico Hülkenberg     | 1 →    | Robin Frijns                                           |
| Sauber F1 Team                | Sauber-Ferrari       | C32    | Ferrari Type 056  | P    | 12 | Esteban Gutiérrez   | 1 →    | Robin Frijns                                           |
| Sahara Force India F1 Team    | Force India-Mercedes | VJM06  | Mercedes FO 108F  | P    | 14 | Paul di Resta       | 1 →    | James Rossiter James Calado Jules Bianchi Adrian Sutil |
| Sahara Force India F1 Team    | Force India-Mercedes | VJM06  | Mercedes FO 108F  | P    | 15 | Adrian Sutil        | 1 →    | James Rossiter James Calado Jules Bianchi Adrian Sutil |
| Williams F1 Team              | Williams-Renault     | FW35   | Renault RS27-2013 | P    | 16 | Pastor Maldonado    | 1 →    | Susie Wolff                                            |
| Williams F1 Team              | Williams-Renault     | FW35   | Renault RS27-2013 | P    | 17 | Valtteri Bottas     | 1 →    | Susie Wolff                                            |
| Scuderia Toro Rosso           | Toro Rosso-Ferrari   | STR8   | Ferrari Type 056  | P    | 18 | Jean-Éric Vergne    | 1 →    | Daniil Kvyat                                           |
| Scuderia Toro Rosso           | Toro Rosso-Ferrari   | STR8   | Ferrari Type 056  | P    | 19 | Daniel Ricciardo    | 1 →    | Daniil Kvyat                                           |
| Caterham F1 Team              | Caterham-Renault     | CT03   | Renault RS27-2013 | P    | 20 | Charles Pic         | 1 →    | Heikki Kovalainen Ma Quinhua Alexander Rossi           |
| Caterham F1 Team              | Caterham-Renault     | CT03   | Renault RS27-2013 | P    | 21 | Giedo van der Garde | 1 →    | Heikki Kovalainen Ma Quinhua Alexander Rossi           |
| Marussia F1 Team              | Marussia-Cosworth    | MR02   | Cosworth CA2013K  | P    | 22 | Jules Bianchi       | 1 →    | Rodolfo González Luiz Razia                            |
| Marussia F1 Team              | Marussia-Cosworth    | MR02   | Cosworth CA2013K  | P    | 23 | Max Chilton         | 1 →    | Rodolfo González Luiz Razia                            |

## Slutställningar

### Förarmästerskapet
| Position        | 1:a | 2:a | 3:a | 4:a | 5:a | 6:a | 7:a | 8:a | 9:a | 10:a |
| Poängfördelning | 25p | 18p | 15p | 12p | 10p | 8p  | 6p  | 4p  | 2p  | 1p   |

| Pos. | Förare              | Grand Prix | Grand Prix | Grand Prix | Grand Prix | Grand Prix | Grand Prix | Grand Prix | Grand Prix | Grand Prix | Grand Prix | Grand Prix | Grand Prix | Grand Prix | Grand Prix | Grand Prix | Grand Prix | Grand Prix | Grand Prix | Grand Prix | Poäng |
| Pos. | Förare              | AUS ·      | MAL ·      | CHN ·      | BHR ·      | ESP ·      | MON ·      | CAN ·      | GBR ·      | GER ·      | HUN ·      | BEL ·      | ITA ·      | SIN ·      | KOR ·      | JPN ·      | IND ·      | ABU ·      | USA ·      | BRA ·      | Poäng |
| ---- | ------------------- | ---------- | ---------- | ---------- | ---------- | ---------- | ---------- | ---------- | ---------- | ---------- | ---------- | ---------- | ---------- | ---------- | ---------- | ---------- | ---------- | ---------- | ---------- | ---------- | ----- |
| 1    | Sebastian Vettel    | 3          | 1          | 4          | 1          | 4          | 2          | 1          | Ret        | 1          | 3          | 1          | 1          | 1          | 1          | 1          | 1          | 1          | 1          | 1          | 397   |
| 2    | Fernando Alonso     | 2          | Ret        | 1          | 8          | 1          | 7          | 2          | 3          | 4          | 5          | 2          | 2          | 2          | 6          | 4          | 11         | 5          | 5          | 3          | 242   |
| 3    | Mark Webber         | 6          | 2          | Ret        | 7          | 5          | 3          | 4          | 2          | 7          | 4          | 5          | 3          | 15†        | Ret        | 2          | Ret        | 2          | 3          | 2          | 199   |
| 4    | Lewis Hamilton      | 5          | 3          | 3          | 5          | 12         | 4          | 3          | 4          | 5          | 1          | 3          | 9          | 5          | 5          | Ret        | 6          | 7          | 4          | 9          | 189   |
| 5    | Kimi Räikkönen      | 1          | 7          | 2          | 2          | 2          | 10         | 9          | 5          | 2          | 2          | Ret        | 11         | 3          | 2          | 5          | 7          | Ret        |            |            | 183   |
| 6    | Nico Rosberg        | Ret        | 4          | Ret        | 9          | 6          | 1          | 5          | 1          | 9          | 19†        | 4          | 6          | 4          | 7          | 8          | 2          | 3          | 9          | 5          | 171   |
| 7    | Romain Grosjean     | 10         | 6          | 9          | 3          | Ret        | Ret        | 13         | 19†        | 3          | 6          | 8          | 8          | Ret        | 3          | 3          | 3          | 4          | 2          | Ret        | 132   |
| 8    | Felipe Massa        | 4          | 5          | 6          | 15         | 3          | Ret        | 8          | 6          | Ret        | 8          | 7          | 4          | 6          | 9          | 10         | 4          | 8          | 12         | 7          | 112   |
| 9    | Jenson Button       | 9          | 17†        | 5          | 10         | 8          | 6          | 12         | 13         | 6          | 7          | 6          | 10         | 7          | 8          | 9          | 14         | 12         | 10         | 4          | 73    |
| 10   | Nico Hülkenberg     | DNS        | 8          | 10         | 12         | 15         | 11         | Ret        | 10         | 10         | 11         | 13         | 5          | 9          | 4          | 6          | 19†        | 14         | 6          | 8          | 51    |
| 11   | Sergio Pérez        | 11         | 9          | 11         | 6          | 9          | 16†        | 11         | 20†        | 8          | 9          | 11         | 12         | 8          | 10         | 15         | 5          | 9          | 7          | 6          | 49    |
| 12   | Paul di Resta       | 8          | Ret        | 8          | 4          | 7          | 9          | 7          | 9          | 11         | 18†        | Ret        | Ret        | 20†        | Ret        | 11         | 8          | 6          | 15         | 11         | 48    |
| 13   | Adrian Sutil        | 7          | Ret        | Ret        | 13         | 13         | 5          | 10         | 7          | 13         | Ret        | 9          | 16†        | 10         | 20†        | 14         | 9          | 10         | Ret        | 13         | 29    |
| 14   | Daniel Ricciardo    | Ret        | 18†        | 7          | 16         | 10         | Ret        | 15         | 8          | 12         | 13         | 10         | 7          | Ret        | 19†        | 13         | 10         | 16         | 11         | 10         | 20    |
| 15   | Jean-Éric Vergne    | 12         | 10         | 12         | Ret        | Ret        | 8          | 6          | Ret        | Ret        | 12         | 12         | Ret        | 14         | 18†        | 12         | 13         | 17         | 16         | 15         | 13    |
| 16   | Esteban Gutiérrez   | 13         | 12         | Ret        | 18         | 11         | 13         | 20†        | 14         | 14         | Ret        | 14         | 13         | 12         | 11         | 7          | 15         | 13         | 13         | 12         | 6     |
| 17   | Valtteri Bottas     | 14         | 11         | 13         | 14         | 16         | 12         | 14         | 12         | 16         | Ret        | 15         | 15         | 13         | 12         | 17         | 16         | 15         | 8          | Ret        | 4     |
| 18   | Pastor Maldonado    | Ret        | Ret        | 14         | 11         | 14         | Ret        | 16         | 11         | 15         | 10         | 17         | 14         | 11         | 13         | 16         | 12         | 11         | 17         | 16         | 1     |
| 19   | Jules Bianchi       | 15         | 13         | 15         | 19         | 18         | Ret        | 17         | 16         | Ret        | 16         | 18         | 19         | 18         | 16         | Ret        | 18         | 20         | 18         | 17         | 0     |
| 20   | Charles Pic         | 16         | 14         | 16         | 17         | 17         | Ret        | 18         | 15         | 17         | 15         | Ret        | 17         | 19         | 14         | 18         | Ret        | 19         | 20         | Ret        | 0     |
| 21   | Heikki Kovalainen   |            |            |            |            |            |            |            |            |            |            |            |            |            |            |            |            |            | 14         | 14         | 0     |
| 22   | Giedo van der Garde | 18         | 15         | 18         | 21         | Ret        | 15         | Ret        | 18         | 18         | 14         | 16         | 18         | 16         | 15         | Ret        | Ret        | 18         | 19         | 18         | 0     |
| 23   | Max Chilton         | 17         | 16         | 17         | 20         | 19         | 14         | 19         | 17         | 19         | 17         | 19         | 20         | 17         | 17         | 19         | 17         | 21         | 21         | 19         | 0     |
| Pos. | Förare              | AUS ·      | MAL ·      | CHN ·      | BHR ·      | ESP ·      | MON ·      | CAN ·      | GBR ·      | GER ·      | HUN ·      | BEL ·      | ITA ·      | SIN ·      | KOR ·      | JPN ·      | IND ·      | ABU ·      | USA ·      | BRA ·      | Poäng |
| Pos. | Förare              | Grand Prix |            |            |            |            |            |            |            |            |            |            |            |            |            |            |            |            |            |            | Poäng |

| Färg   | Tecken                 | Betydelse              |
| ------ | ---------------------- | ---------------------- |
| Guld   | 1                      | Segrare                |
| Silver | 2                      | Tvåa                   |
| Brons  | 3                      | Trea                   |
| Grön   | Placering (med poäng)  | Placering (med poäng)  |
| Blå    | Placering (utan poäng) | Placering (utan poäng) |
| Blå    | NC                     | Ej klassificerad       |
| Lila   | DNF                    | Avslutade ej           |
| Lila   | RET                    | Avbröt tävlingen       |
| Röd    | DNQ                    | Ej kvalificerad        |
| Röd    | DNPQ                   | Ej för-kvalificerad    |
| Röd    | DNA                    | Icke närvarande        |
| Svart  | DSQ                    | Diskvalificerad        |
| Vit    | DNS                    | Startade ej            |
| Vit    | WD                     | Drog sig ur            |
| Vit    | C                      | Racet inställt         |
| Blank  | DE                     | Deltog ej              |
| Blank  | EX                     | Utesluten              |

Noteringar:
- † – Föraren gick ej i mål, men blev klassificerad för att ha kört över 90% av racedistansen.

### Konstruktörsmästerskapet
| Pos. | Konstruktör          | Nr | Grand Prix | Grand Prix | Grand Prix | Grand Prix | Grand Prix | Grand Prix | Grand Prix | Grand Prix | Grand Prix | Grand Prix | Grand Prix | Grand Prix | Grand Prix | Grand Prix | Grand Prix | Grand Prix | Grand Prix | Grand Prix | Grand Prix | Poäng |
| Pos. | Konstruktör          | Nr | AUS ·      | MAL ·      | CHN ·      | BHR ·      | ESP ·      | MON ·      | CAN ·      | GBR ·      | GER ·      | HUN ·      | BEL ·      | ITA ·      | SIN ·      | KOR ·      | JPN ·      | IND ·      | ABU ·      | USA ·      | BRA ·      | Poäng |
| ---- | -------------------- | -- | ---------- | ---------- | ---------- | ---------- | ---------- | ---------- | ---------- | ---------- | ---------- | ---------- | ---------- | ---------- | ---------- | ---------- | ---------- | ---------- | ---------- | ---------- | ---------- | ----- |
| 1    | Red Bull-Renault     | 1  | 3          | 1          | 4          | 1          | 4          | 2          | 1          | Ret        | 1          | 3          | 1          | 1          | 1          | 1          | 1          | 1          | 1          | 1          | 1          | 596   |
| 1    | Red Bull-Renault     | 2  | 6          | 2          | Ret        | 7          | 5          | 3          | 4          | 2          | 7          | 4          | 5          | 3          | 15†        | Ret        | 2          | Ret        | 2          | 3          | 2          | 596   |
| 2    | Mercedes             | 9  | Ret        | 4          | Ret        | 9          | 6          | 1          | 5          | 1          | 9          | 19†        | 4          | 6          | 4          | 7          | 8          | 2          | 3          | 9          | 5          | 360   |
| 2    | Mercedes             | 10 | 5          | 3          | 3          | 5          | 12         | 4          | 3          | 4          | 5          | 1          | 3          | 9          | 5          | 5          | Ret        | 6          | 7          | 4          | 9          | 360   |
| 3    | Ferrari              | 3  | 2          | Ret        | 1          | 8          | 1          | 7          | 2          | 3          | 4          | 5          | 2          | 2          | 2          | 6          | 4          | 11         | 5          | 5          | 3          | 354   |
| 3    | Ferrari              | 4  | 4          | 5          | 6          | 15         | 3          | Ret        | 8          | 6          | Ret        | 8          | 7          | 4          | 6          | 9          | 10         | 4          | 8          | 12         | 7          | 354   |
| 4    | Lotus-Renault        | 7  | 1          | 7          | 2          | 2          | 2          | 10         | 9          | 5          | 2          | 2          | Ret        | 11         | 3          | 2          | 5          | 7          | Ret        | 14         | 14         | 315   |
| 4    | Lotus-Renault        | 8  | 10         | 6          | 9          | 3          | Ret        | Ret        | 13         | 19†        | 3          | 6          | 8          | 8          | Ret        | 3          | 3          | 3          | 4          | 2          | Ret        | 315   |
| 5    | McLaren-Mercedes     | 5  | 9          | 17†        | 5          | 10         | 8          | 6          | 12         | 13         | 6          | 7          | 6          | 10         | 7          | 8          | 9          | 14         | 12         | 10         | 4          | 122   |
| 5    | McLaren-Mercedes     | 6  | 11         | 9          | 11         | 6          | 9          | 16†        | 11         | 20†        | 8          | 9          | 11         | 12         | 8          | 10         | 15         | 5          | 9          | 7          | 6          | 122   |
| 6    | Force India-Mercedes | 14 | 8          | Ret        | 8          | 4          | 7          | 9          | 7          | 9          | 11         | 18†        | Ret        | Ret        | 20†        | Ret        | 11         | 8          | 6          | 15         | 11         | 77    |
| 6    | Force India-Mercedes | 15 | 7          | Ret        | Ret        | 13         | 13         | 5          | 10         | 7          | 13         | Ret        | 9          | 16†        | 10         | 20†        | 14         | 9          | 10         | Ret        | 13         | 77    |
| 7    | Sauber-Ferrari       | 11 | DNS        | 8          | 10         | 12         | 15         | 11         | Ret        | 10         | 10         | 11         | 13         | 5          | 9          | 4          | 6          | 19†        | 14         | 6          | 8          | 57    |
| 7    | Sauber-Ferrari       | 12 | 13         | 12         | Ret        | 18         | 11         | 13         | 20†        | 14         | 14         | Ret        | 14         | 13         | 12         | 11         | 7          | 15         | 13         | 13         | 12         | 57    |
| 8    | Toro Rosso-Ferrari   | 18 | 12         | 10         | 12         | Ret        | Ret        | 8          | 6          | Ret        | Ret        | 12         | 12         | Ret        | 14         | 18†        | 12         | 13         | 17         | 16         | 15         | 33    |
| 8    | Toro Rosso-Ferrari   | 19 | Ret        | 18†        | 7          | 16         | 10         | Ret        | 15         | 8          | 12         | 13         | 10         | 7          | Ret        | 19†        | 13         | 10         | 16         | 11         | 10         | 33    |
| 9    | Williams-Renault     | 16 | Ret        | Ret        | 14         | 11         | 14         | Ret        | 16         | 11         | 15         | 10         | 17         | 14         | 11         | 13         | 16         | 12         | 11         | 17         | 16         | 5     |
| 9    | Williams-Renault     | 17 | 14         | 11         | 13         | 14         | 16         | 12         | 14         | 12         | 16         | Ret        | 15         | 15         | 13         | 12         | 17         | 16         | 15         | 8          | Ret        | 5     |
| 10   | Marussia-Cosworth    | 22 | 15         | 13         | 15         | 19         | 18         | Ret        | 17         | 16         | Ret        | 16         | 18         | 19         | 18         | 16         | Ret        | 18         | 20         | 18         | 17         | 0     |
| 10   | Marussia-Cosworth    | 23 | 17         | 16         | 17         | 20         | 19         | 14         | 19         | 17         | 19         | 17         | 19         | 20         | 17         | 17         | 19         | 17         | 21         | 21         | 19         | 0     |
| 11   | Caterham-Renault     | 20 | 16         | 14         | 16         | 17         | 17         | Ret        | 18         | 15         | 17         | 15         | Ret        | 17         | 19         | 14         | 18         | Ret        | 19         | 20         | Ret        | 0     |
| 11   | Caterham-Renault     | 21 | 18         | 15         | 18         | 21         | Ret        | 15         | Ret        | 18         | 18         | 14         | 16         | 18         | 16         | 15         | Ret        | Ret        | 18         | 19         | 18         | 0     |
| Pos. | Konstruktör          | Nr | AUS ·      | MAL ·      | CHN ·      | BHR ·      | ESP ·      | MON ·      | CAN ·      | GBR ·      | GER ·      | HUN ·      | BEL ·      | ITA ·      | SIN ·      | KOR ·      | JPN ·      | IND ·      | ABU ·      | USA ·      | BRA ·      | Poäng |
| Pos. | Konstruktör          | Nr | Grand Prix |            |            |            |            |            |            |            |            |            |            |            |            |            |            |            |            |            |            | Poäng |

| Färg   | Tecken                 | Betydelse              |
| ------ | ---------------------- | ---------------------- |
| Guld   | 1                      | Segrare                |
| Silver | 2                      | Tvåa                   |
| Brons  | 3                      | Trea                   |
| Grön   | Placering (med poäng)  | Placering (med poäng)  |
| Blå    | Placering (utan poäng) | Placering (utan poäng) |
| Blå    | NC                     | Ej klassificerad       |
| Lila   | DNF                    | Avslutade ej           |
| Lila   | RET                    | Avbröt tävlingen       |
| Röd    | DNQ                    | Ej kvalificerad        |
| Röd    | DNPQ                   | Ej för-kvalificerad    |
| Röd    | DNA                    | Icke närvarande        |
| Svart  | DSQ                    | Diskvalificerad        |
| Vit    | DNS                    | Startade ej            |
| Vit    | WD                     | Drog sig ur            |
| Vit    | C                      | Racet inställt         |
| Blank  | DE                     | Deltog ej              |
| Blank  | EX                     | Utesluten              |

Noteringar:
- † – Föraren gick ej i mål, men blev klassificerad för att ha kört över 90% av racedistansen.